# Сделано в темноте
«Сделано в темноте» — девятый полноценный студийный альбом российской рок-группы «Смысловые галлюцинации». Альбом был выпущен 19 мая 2011 года. За несколько дней до официального релиза пластинки на радиостанции «Наше радио» состоялась презентация первых восьми песен с альбома.
О настроении песен «темного» альбома рассказывает Сергей «Буба» Бобунец.
 
…Этот альбом, он будет как раз одним из тех, который будет спасать людям жизнь. Потому что альбом – о человеке, который в этот момент находится в состоянии кризиса. То есть, на грани гибели. И в каждой песне, он просто по-разному к этому относится. Где-то он это принимает и даже, возможно, с юмором относится к этой ситуации. Где-то он осознанно идет на это какое-то разрушение.

## Список композиций
| №   | Название                   | Длительность |
| --- | -------------------------- | ------------ |
| 1.  | «Все изменится»            | 4:36         |
| 2.  | «Демоны»                   | 4:04         |
| 3.  | «Погружаюсь»               | 3:23         |
| 4.  | «Последний день Земли»     | 3:30         |
| 5.  | «Вершины»                  | 3:13         |
| 6.  | «В темноте»                | 4:09         |
| 7.  | «Праздник»                 | 3:46         |
| 8.  | «Волна»                    | 3:26         |
| 9.  | «Больно (Classic version)» | 3:53         |
| 10. | «Разум (Feat. Ruskey)»     | 3:58         |
| 11. | «Без стюардесс»            | 4:25         |
| 12. | «Волшебный Мир»            | 4:21         |
| 13. | «Буду ждать (Bonus track)» | 5:06         |

## Кавер-версии
В 2011 году группа сделала белорускоязычный кавер «бел. Апошні дзень Зямлі» на песню «рус. Последний день Земли» для компиляции «Будзьма! Тузін. Перазагрузка-2».